# 科倫坦·路易·科爾弗朗
科倫坦·路易·科爾弗朗（法語：Corentin Louis Kervran，1901年3月3日—1983年2月2日）是一名法國科學家。他出生於菲尼斯泰爾省坎佩爾，並於1925年獲得工程師學位。在第二次世界大戰中，他參與了法國抵抗運動。
科爾弗朗提出核轉換發生在生物體內，他稱之為「生物轉換」。他是在用雞做實驗後提出這個說法的，他認為實驗顯示雞的蛋殼會產生鈣，而食物或土壤中卻沒有鈣。他沒有任何已知的科學解釋。根據已知的物理學、化學和生物學，這樣的轉換是不可能發生的。生物轉換的倡議者不屬於主流物理學，也不屬於公認的科學論述。科爾弗朗關於生物轉換的想法沒有科學根據，被認為是不可靠的。

## 生物轉換
在1960年代，科爾弗朗聲稱已進行實驗和研究，證明生物體系違反了質量守恆定律，根據該定律，在所有化學反應中，每種化學元素的數量都會保留。他聲稱生物在製造蛋殼的過程中，可以透過核聚變將鉀轉換成鈣：
39
19K
 + 1
1H
 → 40
20Ca

由於生物系統並不包含產生此類反應所需的速度、溫度和壓力的機制，即使在極短的時間內也是如此，因此這與基本的物理定律相矛盾。
科爾弗朗表示，先前的研究和工業一氧化碳事故的報告都支持他的工作。科爾弗朗說，酶可以利用弱核力，透過他所謂的「中性電流」，促進生物轉換。他對批評的回應是聲稱物理定律不適用於生物反應，這與物理定律適用於所有規模和條件的主流理解相矛盾。
科爾弗朗認為在適當的條件下，鉀可以與氫結合形成鈣。他質疑以燕麥餵飼的雞怎麼會產生由碳酸鈣組成的蛋殼，結論是燕麥中的鉀必須與氫結合才能產生鈣。他認為這是一種「低能量轉換」，後來稱為「科爾弗朗效應」。這種效應是沒有科學根據的。
義大利的研究人員在受控的條件下研究科爾弗朗的理論，並沒有觀察到任何轉換。與科爾弗朗的論點相反，燕麥並非不含鈣質。如果雞的飲食中沒有足夠的鈣，它們就會從骨頭中移動鈣。在現代，雞飼料通常都會添加補充劑，以確保攝取足夠的鈣。科學作家喬·蘇瓦茲曾寫道：「底線是科爾弗朗效應並不存在……[他]只是根據一些錯誤的觀察得出錯誤的結論。」
1993年，科爾弗朗因其在生物轉換方面的「不可能研究」而獲頒搞笑諾貝爾獎物理學獎。獎項描述稱他為「醉心煉金術的狂熱者」。

## 有機耕作
有機農民拉烏爾·勒梅爾（Raoul Lemaire）和讓·布歇（Jean Boucher）推廣科爾弗朗已經失信的生物轉換理論，並在1960年代將其納入勒梅爾-布歇有機耕作法。他們辯稱，他們以石枝藻屬為基礎的肥料Calmagol透過將鈣轉換為鉀，進行了生物轉換。科爾弗朗對有機耕作很感興趣，並為亨利-查爾斯·格夫羅伊（Henri-Charles Geffroy）的La Vie Claire雜誌撰稿。科爾弗朗的生物轉換也影響了櫻澤如一的大生物飲食法。他的著作《生物轉換》（Biological Transmutations）於1972年由櫻澤的弟子米歇爾·阿貝赫塞拉（Michel Abehsera）首次翻譯。

## 延伸閱讀
- Corentin Louis Kervran: "Hors-d'œuvre", an autobiographical note in Preuves en Biologie de Transmutations a Faible Energie  Paris: Maloine S.A., 1975